# 구원의 정화
"구원의 정화"는 한국에서 제작된 이만흥 감독의 1956년 영화이다. 윤인자 등이 주연으로 출연하였고 지해성 등이 제작에 참여하였다.

## 출연

### 주연
- 윤인자
- 이룡
- 한은진
- 서춘광

## 기타
- 원작자: 박계주
- 조명: 이병준
- 녹음: 이경순
- 미술: 임명선